# Evrim Alasya
Müjde Evrim Alasya (* 2. August 1979 in Izmir) ist eine türkische Schauspielerin.

## Leben und Karriere
Müjde Evrim Alasya wurde am 2. August 1979 in Izmir geboren. Sie studierte an der Universität des 9. September. Ihr Debüt gab sie in der Fernsehserie Bir Istanbul Masalı. Danach spielte sie 2010 in der Serie Gönülçelen. Ihren Durchbruch hatte sie 2012 in Muhteşem Yüzyıl.  Von 2015 bis 2016 bekam Alasya in der Serie Güneşin Kızları die Hauptrolle. 
Anschließend wurde sie 2020 für die Serie Kırmızı Oda gecastet. Zwischen 2020 und 2021 trat Alasya in Akrep auf. Seit 2022 spielt sie in der Serie Kızılcık Şerbeti mit.

## Filmografie (Auswahl)
Filme
- 2008: Başka Semtin Çocukları
- 2008: Tal der Wölfe 2 – Muro

Serien
- 2005: Ihlamurlar Altında
- 2008: Gece Sesleri
- 2010: Gönülçelen
- 2012: Muhteşem Yüzyıl
- 2014: Benim Adım Gültepe
- 2015–2016: Güneşin Kızları
- 2018: Koca Koca Yalanlar
- 2020: Kırmızı Oda
- 2020–2021: Akrep
- seit 2022: Kızılcık Şerbeti
- 2023: Terzi

## Theater
- Lokomapüf
- Androcles and the Lion
- Mutluluk Dağıtan Eskici
- Mavi Pullu Balık
- Yel Değirmeni
- Fırtına
- Ben Bir Kurbağayım
- Küçük Kız ve Yıldız
- Ayrılık
- Deli Dumrul
- Timon of Athens
- 7 Şekspir Müzikali
- La Nuit de Valognes
- İki Bekar
- Uzun Yol